# Paralichthys
Paralichthys is een geslacht van straalvinnige vissen uit de familie van schijnbotten (Paralichthyidae). Het geslacht is voor het eerst wetenschappelijk beschreven in 1858 door Girard.

## Soorten
- Paralichthys adspersus (Steindachner, 1867)
- Paralichthys aestuarius Gilbert & Scofield, 1898
- Paralichthys albigutta Jordan & Gilbert, 1882
- Paralichthys brasiliensis (Ranzani, 1842)
- Paralichthys californicus (Ayres, 1859)
- Paralichthys delfini Pequeño & Plaza, 1987
- Paralichthys dentatus (Linnaeus, 1766)
- Paralichthys fernandezianus Steindachner, 1903
- Paralichthys hilgendorfii Steindachner, 1903
- Paralichthys isosceles Jordan, 1891
- Paralichthys lethostigma Jordan & Gilbert, 1884
- Paralichthys microps (Günther, 1881)
- Paralichthys olivaceus (Temminck & Schlegel, 1846)
- Paralichthys orbignyanus (Valenciennes, 1839)
- Paralichthys patagonicus Jordan, 1889
- Paralichthys schmitti Ginsburg, 1933
- Paralichthys squamilentus Jordan & Gilbert, 1882
- Paralichthys triocellatus Miranda Ribeiro, 1903
- Paralichthys tropicus
- Paralichthys woolmani Jordan & Williams, 1897